# Melamin
 Ikke at forveksle med melanin.
Melamin er en organisk forbindelse, der virker som en base og indgår i fremstilling af hård melaminplast, som benyttes i møbelindustrien, for eksempel til bordplader og køkkenlåger. Melamin anvendes også til fremstilling af rengøringsmidler.
Hvis stoffet puttes i mad, er det sundhedsfarligt. Melamin har ingen positive sundhedsmæssige effekter. Derimod kan melamins indhold af kvælstof medvirke til at sløre måling af proteinindhold og resultere i målinger, der viser tilstedeværelse af protein, skønt der ikke er proteinforekomster. Udskillelsen af melamin fra kroppen sker i form af udkrystallisering via nyrerne, hvilket resulterer i dannelse af nyresten.
I 2007 døde tusindvis af hunde og katte, fordi produkter fra Kina indeholdt melamin. I 2008 opstod Den kinesiske mælkepulverskandale, hvor 53.000 børn blev syge, fordi der var blevet tilsat melamin til mælkeprodukter. Skandalen opstod, fordi kinesiske mælkeproducenter anvendte melamin til at skjule, at mælkeprodukterne var fortyndet med vand, samtidig med at prøverne udviste det "sædvanlige" proteinindhold. Forklaringen på tilsætningen af melamin er, at kinesiske mælkeproducenter og mellemhandlere afregnes i forhold til mælkeprodukternes proteinindhold.